# Tyfonen Fengshen
Tyfonen Fengshen var den sjätte namngivna stormen och den fjärde tyfonen som registrerades av Japans meteorologiska institut. Joint Typhoon Warning Center klassade Fengshen som den sjunde tropiska depressionen, den sjätte tropiska stormen och den femte tyfonen under Stilla Havets tyfonsäsong 2008. Fengshen träffade Filippinerna och Kina direkt och gjorde stor skada och ledde även till många dödsfall. 

## Meteorogisk historia

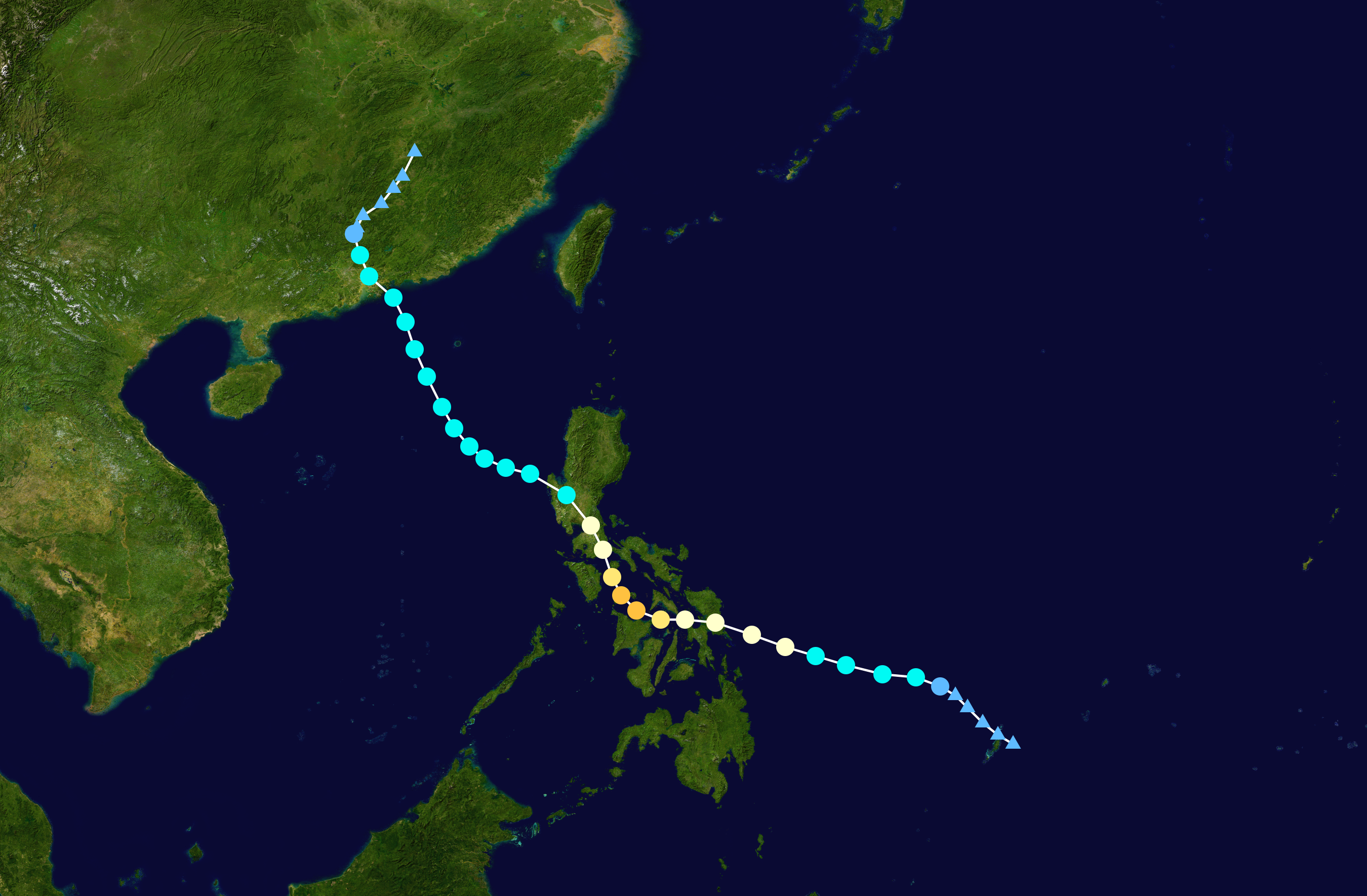
Stormens väg

De första förutsägelserna om tyfonen kom på morgonen den 15 juni.
Till en början tydde prognoserna på att tyfonen skulle svepa förbi Bikolregionen, men kursen ändrades efter hand och gick mer västerut i riktning mot Mindoro.
Omkring kl 22:00, den 24 juni, gick tyfonen in över fastlands-Kina och träffade Shenzhen, Guangdong.

## Skador och dödsfall

### Filippinerna

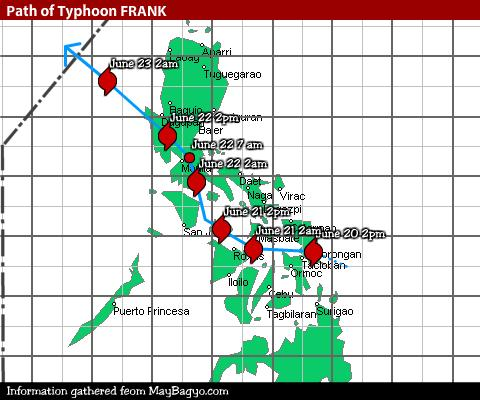
Tyfonen Fengshens väg genom Filippinerna. Den träffade Metro Manila på morgonen den 22 juni.

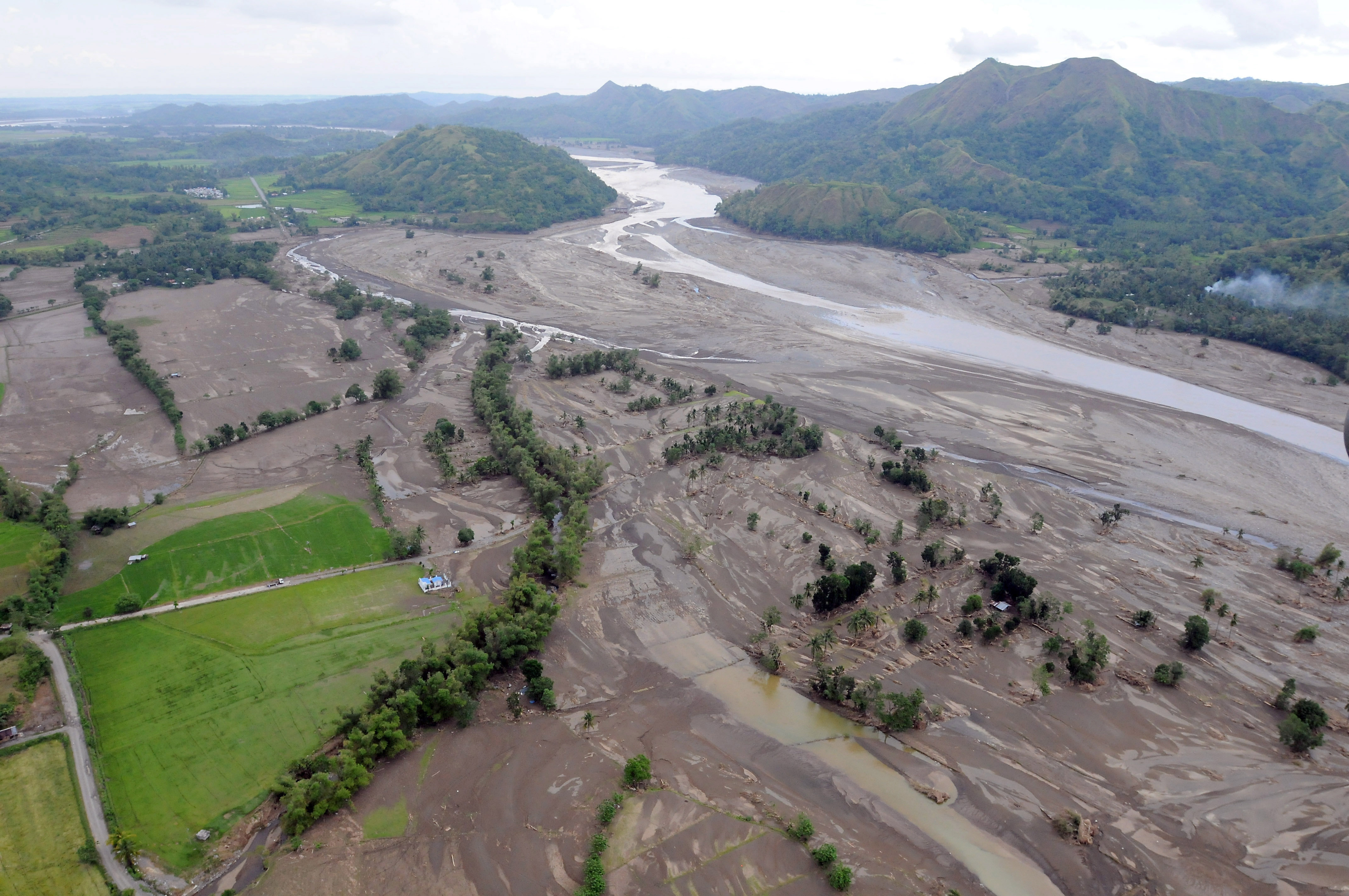
Panay översvämmades till följd av tyfonen.

Minst 598 människor dödades av de översvämningar som tyfonen orsakade i Filippinerna.